# Takizawa
Takizawa (滝沢市?) è una città giapponese della prefettura di Iwate.